# En-Tarah-Ana
En-Tarah-Ana o En-tarah-ana fou el quart rei de la primera dinastia de Kish a Sumer, segons esmenta la llista de reis sumeris. Aquesta llista li assigna al seu regnat una durada mítica de 420 anys.